# Roman Andrejewitsch Sludnow
Roman Andrejewitsch Sludnow (russisch Роман Андреевич Слуднов, wiss. Transliteration Roman Andreevič Sludnov; * 24. Februar 1980 in Omsk) ist ein ehemaliger russischer Schwimmer. Er ist der erste Mensch, der die 100-Meter-Brust-Strecke auf der 50-Meter-Bahn in einer Zeit von unter einer Minute zurücklegte.

## Leben
Bei den Olympischen Spielen 2000 in Sydney gewann Sludnow die Bronzemedaille über 100 m Brust. Bei den Vorausscheidungen für die Olympischen Spiele hatte er zuvor in Moskau den Weltrekord über 100 m Brust auf 1:00,36 min verbessert.
Am 29. Juni 2001 schwamm Sludnow in Moskau die 100 m Brust als erster Mensch in einer Zeit von weniger als einer Minute (0:59,97 min). Diese Marke konnte er wenige Wochen später im Halbfinale der Schwimmweltmeisterschaften in Fukuoka nochmals um drei Hundertstelsekunden verbessern. Im Finale über 100 m Brust sicherte er sich am folgenden Tag den Weltmeistertitel in 1:00,16 min. Für diese Leistungen wurde Roman Sludnow anschließend zu Europas Schwimmer des Jahres 2001 gewählt.
Bei den Schwimmeuropameisterschaften 2006 in Budapest errang Sludnow die Goldmedaille über 100 m Brust und mit der 4 × 100-m-Lagenstaffel.